# Szerzői jog
A szerzői jog  a szellemi alkotások jogának  fő részterülete az iparjogvédelem mellett.
A szerzői jog az irodalmi, tudományos és művészeti művek (a továbbiakban együtt: szerzői alkotások) oltalmára hivatott. Emellett bizonyos szomszédos jogok oltalmát is biztosítja.

## Fogalma
„Bármi, amit megalkotunk – legyen az tanulmány, vers, honlap, grafika, zenemű, film vagy más irodalmi, tudományos, művészeti alkotás, egy építészeti terv vagy egy számítógépes program, de akár egy adatbázis is – szerzői jogi védelem alá esik, amennyiben az egyéni-eredeti jelleggel rendelkezik. Szerzői jogi védelem alatt áll továbbá más szerző művének átdolgozása, ha annak szintén egyéni és eredeti jellege van, feltéve persze, hogy az eredeti mű szerzője az átdolgozáshoz hozzájárult. Az átdolgozás szabályai vonatkoznak az ún. feldolgozásra vagy fordításra is, feltéve, hogy ezek eredményeként új mű jön létre.

A szerzői jog jele

Fontos továbbá, hogy a szerzői joghoz kapcsolódó ún. szomszédos jogi teljesítmények is védelmet élveznek, ilyenek a zenészek, színészek előadásai, a hangfelvételek, valamint a rádió- és televízió-szervezetek műsorai is.
A szerzői jog azt illeti, aki a művet megalkotta, vagyis a szerzőt.”

### A szerzői jogi szabályozás célja
A Magyarországon hatályos – módosított –  1999. évi LXXVI. törvény
bevezetése szerint:
„A technikai fejlődéssel lépést tartó, korszerű szerzői jogi szabályozás meghatározó szerepet tölt be a szellemi alkotás ösztönzésében, a nemzeti és az egyetemes kultúra értékeinek megóvásában; egyensúlyt teremt és tart fenn a szerzők és más jogosultak, valamint a felhasználók és a széles közönség érdekei között, tekintettel az oktatás, a művelődés, a tudományos kutatás és a szabad információhoz jutás igényeire is; gondoskodik továbbá a szerzői jog és a vele szomszédos jogok széles körű, hatékony érvényesüléséről.”

## A szerzőt megillető jogok
A szerzőt megillető jogok 
- személyhez fűződő jogok, illetve
- vagyoni jogok.

A szerző személyhez fűződő jogai körében: 
- nyilatkozhat művének nyilvánosságra hozataláról (vagy visszavonhatja azt),
- kérheti szerzőként nevének feltüntetését.

### A szerzői alkotás (szerzői mű)
Az Szjt. 1. § (2) bekezdése alapján szerzői jogi védelem alá tartozik az irodalom, a tudomány és a művészet minden alkotása, így szerzői műnek minősül különösen:
- irodalmi mű
- a nyilvánosan tartott beszéd
- számítógépi programalkotás és a hozzá tartozó dokumentáció (a továbbiakban: szoftver)
- a színmű, a zenés színmű, a táncjáték és a némajáték
- a zenemű, szöveggel vagy anélkül
- a rádió- és a televíziójáték
- a filmalkotás és más audiovizuális mű
- a rajzolás, festés, szobrászat, metszés, kőnyomás útján vagy más hasonló módon létrehozott alkotás és annak terve
- a fotóművészeti alkotás
- a térképmű és más térképészeti alkotás
- az építészeti alkotás és annak terve, valamint az épületegyüttes, illetve a városépítészeti együttes terve
- a műszaki létesítmény terve
- az iparművészeti alkotás és annak terve
- a jelmez, a díszlet és azok terve
- az ipari tervezőművészeti alkotás
- a gyűjteményes műnek minősülő adatbázis

### Nem szerzői mű
Nem minősül szerzői műnek az Szjt. 1. § (4)-(7) bekezdései alapján:
- a jogszabályok, közjogi szervezetszabályozó eszközök
- a bírósági vagy hatósági határozatok, a hatósági vagy más hivatalos közlemények és ügyiratok, valamint más hasonló rendelkezések
- a sajtótermékek közleményeinek alapjául szolgáló tények vagy napi hírek
- az ötlet, elv, elgondolás, eljárás, működési módszer vagy matematikai művelet
- a folklór kifejeződései (ide nem értve a népművészeti ihletésű, egyéni, eredeti jellegű műveket)

### A szerzői jogi oltalom
A szerzői jog a szerzői művek alkotói számára biztosítja azt, hogy korlátozhassák műveiknek lemásolását és felhasználását egy meghatározott időtartam leteltéig.
A szerzői jogi oltalom  a szerzői alkotásoknak a szellemi alkotást képező részét védi: a könyv által elmondott történetet védi a nem megfelelő felhasználástól (és nem magát a kinyomtatott példányt) vagy a szobor formáját védi (és nem a konkrét faragott követ). A szerzői jogok viszont nem védenek ötleteket és találmányokat – ez a szabadalmak feladata –, csupán egy ötlet konkrét kifejeződését, megformálását. Például a Mickey egeret védő szerzői jog nem gátol meg senkit abban, hogy egy beszélő egeret alkosson, de csak akkor, ha az nem egyezik meg túlzottan az említett rágcsáló kinézetével és tulajdonságaival.
A szerzői jogi oltalom a szabadalmi oltalomhoz és a védjegyoltalomhoz hasonlítanak abban, hogy mindkettő kizárólagos jogot biztosít a jogtulajdonosnak, amely mindenki mással szemben érvényesíthető (a kivételekről később).  Az elvileg korlátlan alkalommal megújítható védjegyoltalommal szemben a szerzői jogi oltalom egy adott, előre meghatározott számú évig tart (lásd védelmi idő), amely alatt a jogtulajdonos nem köteles a védett művet használni vagy árusítani azért, hogy másokat annak használatában megakadályozhasson.

### A védelmi idő
A szerzői jog védelmi idejének eredeti célja az, hogy a mű alkotója a védelmi idő alatt szabadon felhasználhassa alkotását, és abból lehetőségei szerint haszonhoz juthasson; a védelmi idő lejártával pedig alkotása közkinccsé válik, és így az egyetemes emberi tudást gazdagítja, és lehetővé válik a mű ingyenes felhasználása, vagy akár fejlesztése.
A védelmi idő lejártával sem szűnnek meg a személyhez fűződő jogok (például senki nem állíthatja ma, hogy ő írta Petőfi Sándor „Nemzeti dal” című költeményét.)
A védelmi idő tartama országonként eltérhet, ám a legtöbb ország a Berni Uniós Egyezmény alapján állapítja meg ezen időtartamot.
A védelmi idő Magyarországon  a szerző halálától (vagy több szerző esetén az utoljára elhunyt szerző halálától) számított 70 év.
A szerzői jogi törvény (Szjt.) 31. §-a szerint:

„A szerzői jogok a szerző életében és halálától számított hetven éven át részesülnek védelemben. 
A hetvenéves védelmi időt a szerző halálát követő év első napjától, közös művek esetében az utoljára elhunyt szerzőtárs halálát követő év első napjától kell számítani. 
Ha a szerző személye nem állapítható meg, a védelmi idő a mű első nyilvánosságra hozatalát követő év első napjától számított hetven év. Ha azonban ez alatt az idő alatt a szerző jelentkezik, a védelmi időt a (2) bekezdés szerint kell számítani.
Több részben nyilvánosságra hozott mű esetében az első nyilvánosságra hozatal évét részenként kell számítani.
Az együttesen létrehozott mű védelmi ideje a mű első nyilvánosságra hozatalát követő év első napjától számított hetven év.
A filmalkotás védelmi idejét a következő személyek közül utoljára elhunyt személy halálát követő év első napjától kell számítani, függetlenül attól, hogy azok szerzőtársként fel vannak-e tüntetve: a film rendezője, a forgatókönyvíró, a dialógus szerzője és a kifejezetten a filmalkotás céljára készült zene szerzője.
(7) Ha a védelmi időt nem a szerző, illetve az utoljára elhunyt szerző vagy szerzőtárs halálát követő év első napjától kell számítani, és a művet a létrehozását követő év első napjától számított hetven éven belül nem hozzák nyilvánosságra, a mű a továbbiakban nem részesülhet szerzői jogi védelemben.”

### A szerzői jogok átruházása
A szerzőt megillető jogok közül a személyiségi jogok nem ruházhatók át, viszont a vagyoni jogok átruházhatók.

## A szerzői jog korlátai
Nem esnek szerzői jogi oltalom alá a jogszabályok, az állami és bírósági határozatok, a jogszabállyal kötelezővé tett szabványok és más hasonló rendelkezések; nem esnek szerzői jogi védelem alá a tények és hírek; nem tartoznak ez alá  továbbá ötletek, elvek, elgondolások, eljárások, működési módszerek vagy matematikai műveletek.

### A szabad felhasználás
Az angolszász törvényterületen létezik a „fair use” fogalma, vagyis hogy védett művek (kép, hang, szöveg) idézhetőek, illetve felhasználhatóak megfelelő körülmények között, ha ez a mű kis részét érinti.
A magyar törvény ismeri a „szabad felhasználás” fogalmát, de azt eltérően kezeli az angolszász törvényektől, ezért minden angolszász „fair use” esetben meg kell vizsgálni, hogy az a magyar törvények szerint használható-e. Az esetek jelentős részében nem használható. Az erre vonatkozó szabályok:
Általános szabályok
33. § (1) A szabad felhasználás körében a felhasználás díjtalan, és ahhoz a szerző engedélye nem szükséges. Csak a nyilvánosságra hozott művek használhatók fel szabadon e törvény rendelkezéseinek megfelelően.
(2) A felhasználás a szabad felhasználásra vonatkozó rendelkezések alapján is csak annyiban megengedett, illetve díjtalan, amennyiben nem sérelmes a mű rendes felhasználására és indokolatlanul nem károsítja a szerző jogos érdekeit, továbbá amennyiben megfelel a tisztesség követelményeinek és nem irányul a szabad felhasználás rendeltetésével össze nem férő célra.
(3) A szabad felhasználásra vonatkozó rendelkezéseket nem lehet kiterjesztően értelmezni.
(4) E fejezet rendelkezéseinek alkalmazása szempontjából az iskolai oktatás célját szolgálja a felhasználás, ha az az óvodai nevelésben, az általános iskolai, középiskolai, szakmunkásképző iskolai, szakiskolai oktatásban, az alapfokú művészetoktatásban vagy a felsőoktatásról szóló törvény hatálya alá tartozó felsőfokú oktatásban a tantervnek, illetve a képzési követelményeknek megfelelően valósul meg.
A szabad felhasználás esetei
34. § (1) A mű részletét – az átvevő mű jellege és célja által indokolt terjedelemben és az eredetihez híven – a forrás, valamint az ott megjelölt szerző megnevezésével bárki idézheti.
(2) Nyilvánosságra hozott irodalmi vagy zenei mű részlete, vagy kisebb terjedelmű ilyen önálló mű iskolai oktatási célra, valamint tudományos ismeretterjesztés céljára a forrás és az ott megjelölt szerző megnevezésével átvehető. Átvételnek minősül a mű olyan mértékű felhasználása más műben, amely az idézést meghaladja.

### Közkincs (public domain)
A magyar törvények nem ismerik a Public Domain fogalmát, vagyis amikor egy műről, pontosabban a hozzá fűződő szerzői jogairól a szerzője „lemond”. Egyfajta értelmezés szerint a Public Domain művek nem használhatóak a szerző engedélye nélkül. Másik értelmezés szerint a Public Domain egy olyan licenc, amely engedélyezi a mű korlátozások nélküli másolását és felhasználását, de a szerző továbbra is rendelkezik jogaival. Mivel az ilyen közkincsnek nyilvánított műveknél a szerző vélhetően éppen azért tette ezt, hogy ne akadályozza a felhasználást, ezért addig, míg a szerző ezt kifejezetten nem jelzi, a felhasználás hallgatólagosan mindenképpen lehetséges.

### A szerzői jogi kérdések sajátos területei

#### Lejárt védelmi idejű művek digitális változatai
Az olyan művekről, melyek nem esnek szerzői jogi védelem alá (például mert már lejárt a védelmi idő, vagy a mű felhasználhatósága más okokból engedélyezett) készült digitális másolat nem hoz létre új, önálló művet. Ebből következik, hogy az elektronikus formába hozott – de eredeti formájukban felhasználható – források szabadon felhasználhatóak, ebbe beletartoznak a szabad források (például egy múlt századi lexikon) internetes, CD-s vagy tetszőleges egyéb formában terjesztett vagy árusított változatai; kivéve az egész mű teljes átvételét és felhasználását, mert az már a gyűjteményes mű teljes átvételének számíthat. Ugyanígy nem hoznak létre önálló művet a szabadon felhasználható törvényekből készült „egységes szerkezetű” törvényszövegek.

#### Gyűjteményes művek
A gyűjteményes mű olyan alkotás, amit többen hoztak létre; ilyen például egy lexikon.
Magyarországon ezen esetben a teljes mű védelmi ideje a szerkesztő (vagy ha több van, akkor az utolsó élő szerkesztő) halála utáni 70 év. Ez akkor számít, ha az egész művet, vagy a mű nagy részét kívánja valaki felhasználni.
A lexikonokban az egyes szócikkeket általában külön szerzők írják: egyes szócikkek átvételekor az egyszerű műalkotásra vonatkozó szabályok érvényesek, vagyis a magyar jog szerint a szócikk szerzőjének élete és halála utáni 70 év a védelmi idő. Sajnos a cikkek szerzőinek kiléte az esetek nagy részében megállapíthatatlan, ezért ezek a nyilvánosságra hozataltól számított 70 évig részesülnek védelemben, hacsak annak szerzője hitelt érdemlően nem jelzi, hogy jogsérelmet szenvedett.

#### Magáncélú másolat
Természetes személyek magáncélra a védett művekről másolatot készíthetnek akkor, ha ez nem szolgál jövedelemszerzést, kivéve az építészeti műveket, műszaki létesítményeket, szoftvereket és adatbázisokat, valamint a nyilvános előadások kép- és hangfelvételeinek készítését.
A magáncélú másolat készítése a szabad felhasználás egyik speciális esete.

## Közös jogkezelés
A közös jogkezelés a szerzői jogok érvényesítésének sajátos módja, amely a 19. században alakult ki Franciaországban, majd terjedt el az egész világban a 20. században.
A közös jogkezelő szervezetek legfontosabb tevékenysége, hogy szerződéses vagy jogszabályi felhatalmazás alapján sok (adott esetben az összes) szerző azonos típusú jogait gyakorolják. A közös jogkezelők adják meg az alkotások felhasználásához szükséges engedélyeket és beszedik, majd a jogosultaknak továbbutalják ennek ellenértékét, a jogdíjat. A közös jogkezelő szervezetek gyakran szociális feladatokat is ellátnak, így tagjaik számára orvosi szolgáltatást, nyugdíjpénztárat, ösztöndíjakat, támogatásokat nyújtanak a beszedett jogdíjak azon részéből, amelyet a tagok egyetértésével erre a célra elkülönítenek.
Az első közös jogkezelő szervezet az 1850-ben létrejött francia SACEM. A közös jogkezelés kezdetei Magyarországon is legalább száz évre nyúlnak vissza. Jelenleg 6 nagy közös jogkezelő szervezet működik: Artisjus (zenei és irodalmi szerzők jogai), HUNGART (képző- és iparművészeti alkotók jogai), MAHASZ (hanglemezkiadók jogai), FilmJUS (filmalkotók és előállítók jogai), EJI (előadóművészek jogai), MRSZ, MASZRE (a szép- és szakírókat megillető reprográfiai díj kezelője).

## A szerzői joggal szomszédos jogok
- Az előadóművészek védelme
- A hangfelvételek előállítóinak védelme
- A rádió- és televízió-szervezetek védelme
- A filmek előállítóinak védelme

## A szerzői jogok keletkezése, a szerzői jogok a vagyoni forgalomban
- A szerzőt a mű létrejöttétől kezdve megilleti a szerzői jogok - a személyhez fűződő és a vagyoni jogok - összessége.
- A szerző személyhez fűződő jogait nem ruházhatja át, azok másként sem szállhatnak át és a szerző nem mondhat le róluk.
- A vagyoni jogok nem ruházhatók át, másként sem szállhatnak át és azokról lemondani sem lehet.
- A vagyoni jogok örökölhetők, róluk halál esetére rendelkezni lehet.
- A vagyoni jogokat öröklés útján megszerző személyek azokról egymás javára rendelkezhetnek.
- A vagyoni jogok a törvényben meghatározott esetekben és feltételekkel átruházhatók, illetve átszállnak. A jogszerző - a jogok átruházására irányuló szerződés eltérő kikötése hiányában - a vagyoni jogokkal a továbbiakban rendelkezhet.

## A szerzői jog megsértésének következményei

### Polgári jogi jogkövetkezmények
A szerző jogainak megsértése esetén - az eset körülményei szerint - a következő polgári jogi igényeket támaszthatja:

a) követelheti a jogsértés megtörténtének bírósági megállapítását;

b) követelheti a jogsértés abbahagyását és a jogsértő eltiltását a további jogsértéstől;

c) követelheti, hogy a jogsértő - nyilatkozattal vagy más megfelelő módon - adjon elégtételt, és hogy szükség esetén a jogsértő részéről és költségén az elégtételnek megfelelő nyilvánosságot biztosítsanak;

d) követelheti, hogy a jogsértő szolgáltasson adatot a jogsértéssel érintett dolgok vagy szolgáltatások előállításában, forgalmazásában, illetve teljesítésében részt vevőkről, a jogsértő felhasználásra kialakított üzleti kapcsolatokról;

e) követelheti a jogsértéssel elért gazdagodás visszatérítését;

f) követelheti a sérelmes helyzet megszüntetését, a jogsértést megelőző állapot helyreállítását a jogsértő részéről vagy költségén, továbbá a kizárólag vagy elsősorban a jogsértéshez használt eszköz és anyag, valamint a jogsértéssel előállott dolog megsemmisítését, illetve jogsértő mivoltától megfosztását.

A szerzői jog megsértése esetén a polgári jogi felelősség szabályai szerint kártérítés jár. Kártérítésre alap az is, ha a szerző személyhez fűződő jogait megsértik.

## A jogkezelési adatok védelmen
- A szerzői jog megsértésének következményeit kell alkalmazni a jogkezelési adat jogosulatlan eltávolítására vagy megváltoztatására, továbbá olyan művek jogosulatlan terjesztésére, a nyilvánossághoz történő közvetítésére, amelyekről eltávolították, vagy megváltoztatták a jogkezelési adatot, feltéve, hogy a felsorolt cselekmények bármelyikét elkövető személy tudja, vagy az adott helyzetben általában elvárható gondosság mellett e személynek tudnia kellene, hogy cselekményével lehetővé teszi, megkönnyíti vagy leplezi a szerzői jog megsértését, vagy mást arra indít.
- Jogkezelési adat a jogosultaktól származó minden olyan adat, amely a művet, a szerzőt vagy a műre vonatkozó jogok más jogosultját azonosítja, vagy a felhasználás feltételeiről tájékoztat, ideértve az ilyen adatokat megjelenítő számokat vagy jelzéseket is, feltéve, hogy az adatokat a mű példányához kapcsolják, illetve a mű nyilvánossághoz történő közvetítésével összefüggésben jelenítik meg.

## A szerzői jog létrejötte és érvényesítése
A szerzői jog az egyéni jellegű, eredeti, kreatív alkotási folyamat eredményeképp létrejött  (zenei, művészeti vagy tudományos) mű fizikai létrehozásával jön létre.
Védi emellett a szerzői jog az előadóművészek, hangfelvétel-előállítók, rádió- és televízió-szervezetek, filmelőállítók és adatbázis-készítők az előző feltételeknek megfelelő alkotásait is.
A szerző: 
- nyilatkozhat művének nyilvánosságra hozataláról (vagy visszavonhatja azt),
- kérheti szerzőként nevének feltüntetését,
- jogosult művének megcsonkítását vagy számára hátrányos alkalmazását megtiltani,
- jogosult művének anyagi vagy nem anyagi felhasználásához (többek között: többszörözés, előadás, terjesztés, átdolgozás), vagy annak felhasználási szerződéssel való engedélyezéséhez,

## A szerzői jog története
Míg a kormányok már hosszú ideje adományoztak monopóliumokat – például a kiadóknak nyomtatott könyveik árusítására, - a modern szerzői jog Stuart Anna statútumától számítható. Ez az 1710-es döntés mondta ki először azt, hogy a szerzők, és nem a kiadók kell, hogy haszonélvezői legyenek a védelmi törvényeknek valamint védelmet biztosított a vevők részére a kiadókkal szemben úgy, hogy az eladás után ne kontrollálhassák a nyomtatott termékeket. A döntés ezen túl 28 évben határozta meg ezen kizárólagos jogok biztosításának idejét, ami után a művek közkinccsé válnak.
Az 1886-os Berni Uniós Egyezmény határozta meg először a szuverén államok közötti szerzői jogok biztosítását. (Ezeket később az 1952. évi Egyetemes Egyezmény is szabályozta, de ennek mára már csupán történelmi jelentősége van.) A Berni Uniós Egyezmény alapján a szerzői jogok a kreatív mű megalkotásától jönnek létre: a szerzőnek nem szükséges azt bejegyeztetnie, vagy e jogának elismerését kérvényeznie. A szerzői mű létrejöttével (írott formában, vagy bármilyen egyéb fizikai módon) a szerző automatikusan kizárólagos joggal rendelkezik minden a művet, vagy annak feldolgozásait illetően egészen a védelmi idő lejártáig (vagy egyes országokban addig, míg az alkotó kifejezetten le nem mond ezen jogokról).

## Jogszabályok

### Nemzetközi egyezmények
- A Szellemi Tulajdon Világszervezete 1996. december 20-án, Genfben aláírt Szerzői Jogi Szerződésének, valamint Előadásokról és a Hangfelvételekről szóló Szerződésének kihirdetéséről szóló 2004. évi XLIX. törvény, vagyis a WIPO Szerzői Jogi Szerződés (genfi egyezmény) angolul és magyarul.

### Európai uniós jogszabályok
A szellemi tulajdonjogokkal foglalkozó uniós jogi anyag összefoglalása (angol, német, francia stb.)
- A Tanács 93/83/EGK irányelve (1993. szeptember 27.) a műholdas műsorsugárzásra és a vezetékes továbbközvetítésre alkalmazandó egyes szerzői és szomszédos jogi szabályok összehangolásáról;
- Az Európai Parlament és a Tanács 96/9/EK irányelve (1996. március 11.) az adatbázisok jogi védelméről
- Az Európai Parlament és a Tanács 2001/29/EK irányelve (2001. május 22.) az információs társadalomban a szerzői és szomszédos jogok egyes vonatkozásainak összehangolásáról
- Az Európai Parlament és a Tanács 2006/115/EK irányelve ( 2006. december 12. ) a bérleti jogról és a haszonkölcsönzési jogról, valamint a szellemi tulajdon területén a szerzői joggal szomszédos bizonyos jogokról (kodifikált változat);
- Az Európai Parlament és a Tanács 2006/116/EK irányelve (2006. december 12.) a szerzői jog és egyes szomszédos jogok védelmi idejéről (kodifikált változat)
- Az Európai Parlament és a Tanács 2009/24/EK irányelve ( 2009. április 23.) a számítógépi programok jogi védelméről (kodifikált változat);

### Magyar jogszabályok
- 1999 évi LXXVI. törvény a szerzői jogról (Szjt)
- Magyar és nemzetközi jogforrások a Szellemi Tulajdon Nemzeti Hivatala oldalán
- 2016. évi XCIII. törvény A szerzői jogok és a szerzői joghoz kapcsolódó jogok közös kezeléséről